# Emil Walter
Emil Walter (27. prosince 1890 Libeň – 18. červen 1964 Uppsala) byl český překladatel a diplomat.

## Život
Narodil se v rodině truhláře Václava Waltera (1848–1912) a jeho ženy Anny, rozené Tiché (1854–1897). Měl pět vlastních sourozenců: Annu Zunovou (1874–1939), Antonína (1877–1942), Františka (1878–1937), Václava (1881–1931) a Jaromíra (1888–1978) a z druhého manželství otce s Annou, rozenou Čechovou, nevlastní sestru Růženu Kovandovou (1903–1948).[zdroj⁠?!] Emil Walter se oženil v Plzni 5. 7. 1920 s Marií Schneiderovou, se kterou měl tři děti.
R. 1910 ukončil studia na gymnáziu v Truhlářské, r. 1929 pak studia na Filozofické fakultě Univerzity Karlovy (rigoróza z filologie germánské a anglické a z filozofie). V letech 1917–1920 učil na reálce v Plzni, poté vstoupil do diplomatických služeb.
Nejprve počátkem 20. let jako kulturní přidělenec v Československého vyslanectví v Dánsku, později jako kulturní atašé ve Stockholmu. Po druhé světové válce se stal velvyslancem ČSR v Norsku, po Únoru 1948 z úřadu z politických důvodů odstoupil a emigroval do Švédska, kde na Univerzitě v Uppsale působil jako lektor češtiny.
Překládal ze švédštiny, dánštiny, norštiny, islandštiny a ze staroseverštiny. Debutoval ještě před první světovou válkou. Přeložil vybraná díla Knuta Hamsuna, Selmy Lagerlöfové, Sigrid Undsetové, J. V. Jensena, básnickou Eddu (1942) aj.

### Vyznamenání
Byl vyznamenán norskými a švédskými královskými řády.

## Dílo

### Spisy
- Nástin severské mythologie – Bratislava: vlastním nákladem, po r. 1924
- Některé styčné literární body českoislandské a českoföroyské: dizertace – Praha: Univerzita Karlova, 1929
- Daniel Vetters "Islandia" – Praha: Státní tiskárna, 1929
- Jazykový boj v Norsku – Praha: Státní tiskárna, 1929
- Vensil Ulrik Hammershaimb – Praha: Státní tiskárna, 1929
- Unser naturwissenschaftliches Weltbild: sein Werden von Altertum bis zur Gegenwart – Zürich: Niehans, 1938
- Erforschte Welt: die wichtigsten Ergebnisse der naturwissenschaftlichen Forschung – Bern: Francke, 1946

### Překlady
- U finského kostela – Magdalena Thorsen; z norštiny; in: 1000 nejkrásnějších novel... č. 23. Praha: J. R. Vilímek, 1913
- Kuli – Johannes Vilhelm Jensen; in: 1000 nejkrásnějších novel... č. 35. Praha: J. R. Vilímek, 1913
- Křesadlo: pohádková komedie o 5 jednáních – Wilhelm Erichsen; z dánštiny. Praha: Josef Springer, 1912
- Gösta Berling – Selma Ottiliana Lovisa Lagerlöf. Praha: Alois Hynek, 1913
- Podivuhodná cesta Nilse Holgerssona Švédskem – Selma Lagerlöf. Praha: Alois Hynek, 1913
- Legendy o Kristu – Selma Lagerlöf. Praha: Alois Hynek, 1915
- Ledovec: mythy o ledové době a prvním člověku – Johannes V. Jensen. Praha-Vinohrady: Ludvík Bradáč, 1916
- Legendy – Selma Lagerlöf. Praha: A. Hynek, 1916
- Císař z Portugalie: povídka z Värmlandu – Selma Lagerlöf. Praha: A. Hynek, 1917
- Královny kungahällské – Selma Lagerlöf. Praha: A. Hynek, 1917
- Benoni: román – Knut Hamsun. Praha: Veraikon, 1918
- Saga o Gunnlaugovi Hadím Jazyku – ze staré islandštiny. Praha: L. Bradáč, 1919
- Rozklad a pád proletářské filosofie: několik slov na prahu nového věku – Carl Gustav Verner von Heidenstam. Praha: Družstvo přátel studia, 1920
- Podobenství – Jens Johannes Jörgensen. Praha: A. Hynek, 1920
- Liljecronův domov – Selma Lagerlöf. Praha: A. Hynek, 1920
- Vozka smrti: povídka – Selma Lagerlöf. Praha: A. Hynek, 1920
- Velká karavana: román ze současného Egypta – Otto Rung; z dánštiny přeložili Emil Walter a Hanuš Hackenschmied. Praha: A. Hynek, 1921
- Rosa: ze zápisků studenta Parelia – Knut Hamsun. Praha: A. Hynek, 1922
- Lilie: báseň ke cti Matky boží – Eysteinn Ásgrímsson; ze staré islandštiny. Stará Říše: Marta Florianová, 1924
- Kniha o Finech: kulturně historický přehled – Eva Moltesen; s předmluvou E. N. Setälä. Praha: Orbis, 1926
- Okouzlení krále Gylfa: Edda – Snorri Sturluson. Praha: Arkún, 1929
- Saga o lidech z Vatnsdalu – ze staré islandštiny. Turnov: Müller a spol., 1929
- Tři Eddické písně – ze staré islandštiny; typograficky upravil a dřevoryty vyryl Karel Svolinský. Praha: Ladislav Kuncíř, 1930
- Dlouhá cesta. Díl V., Krištof Kolumbus – Johannes Vilhelm Jensen; ilustroval Jan Konůpek. Praha: Družstevní práce, 1931
- Kristina Vavřincová. Sv. 1 a 2 – Sigrid Undsetová. Praha: L. Kuncíř, 1932
- Simonsen – Sigrid Undsetová. Praha: Adolf Synek, 1932
- Sedm dní temnoty: román – Gunnar Gunnarsson. Praha: František Topič, 1934
- Kristina Vavřincová. Sv. 3 – Sigrid Undsetová. Praha: Vyšehrad, 1936
- Věďmina věštba – ze staré severštiny; dřevoryty vyryl a sazbu upravil Karel Svolinský. Hranice: Družstvo knihtiskárny, 1936
- Edda: bohatýrské písně – ze staré severštiny; ilustroval A. Strnadel. Praha: Evropský literární klub, 1942